# Campeonato Mundial de Ciclismo BMX de 2000
El V Campeonato Mundial de Ciclismo BMX se celebró en Córdoba (Argentina) entre el 27 y el 29 de julio de 2000 bajo la organización de la Unión Ciclista Internacional (UCI) y la Federación Argentina de Ciclismo.

## Resultados

### Masculino
| Evento  | Oro                          | Plata                             | Bronce                       |
| ------- | ---------------------------- | --------------------------------- | ---------------------------- |
| Carrera | Thomas Allier Francia        | Christophe Lévêque Francia        | Dale Holmes Reino Unido      |
| Cruiser | Mario Andrés Soto · Colombia | Randy Stumpfhauser Estados Unidos | Steve Veltman Estados Unidos |

### Femenino
| Evento  | Oro                         | Plata                     | Bronce                        |
| ------- | --------------------------- | ------------------------- | ----------------------------- |
| Carrera | Natarsha Williams Australia | Ellen Bollansée · Bélgica | María Gabriela Díaz Argentina |

## Medallero
| Núm. | País           | Oro | Plata | Bronce | Total |
| ---- | -------------- | --- | ----- | ------ | ----- |
| 1    | Francia        | 1   | 1     | 0      | 2     |
| 2    | Australia      | 1   | 0     | 0      | 1     |
| 2    | Colombia       | 1   | 0     | 0      | 1     |
| 4    | Estados Unidos | 0   | 1     | 1      | 2     |
| 5    | Bélgica        | 0   | 1     | 0      | 1     |
| 6    | Argentina      | 0   | 0     | 1      | 1     |
| 6    | Reino Unido    | 0   | 0     | 1      | 1     |
|      | TOTAL          | 3   | 3     | 3      | 9     |